# Congrès national de la résistance pour la démocratie
 (signalé en août 2025).
Si vous disposez d'ouvrages ou d'articles de référence ou si vous connaissez des sites web de qualité traitant du thème abordé ici, merci de compléter l'article en donnant les références utiles à sa vérifiabilité et en les liant à la section « Notes et références ».
- Archive Wikiwix
- Bing
- Cairn
- DuckDuckGo
- E. Universalis
- Gallica
- Google
- G. Books
- G. News
- G. Scholar
- Persée
- Qwant
- (zh) Baidu
- (ru) Yandex
- (wd) trouver des œuvres sur Wikidata

Le Congrès national de la résistance pour la démocratie (CNRD), créé le 2 mars 2006 à Abidjan, est une fédération de partis et d’organisations de la société civile ivoiriens, engagés « dans la lutte de résistance pour la libération nationale ». Selon sa charte constitutive, le CNRD a pour objet de « créer un cadre d’actions concertées pour la restauration de la souveraineté nationale et de la démocratie en Côte d’Ivoire ».
Composé de 26 organisations, le CNRD est présidé par l’écrivain Bernard Dadié.

## Organisations signataires de la Charte du CNRD
Les organisations signataires de la charte du CNRD sont :
- la Conférence des partis politiques non représentés dans les institutions de la République ;
- le Collectif des partis politiques pour la mouvance présidentielle ;
- la Fédération des jeunes Houphouétistes pour la République ;
- le Front populaire ivoirien ;
- Grand Nord pour Gbagbo ;
- MNC alternative ;
- Mdir ;
- Nouvelle alliance ;
- Purci ;
- Ramehr ;
- Rpp ;
- Union démocratique de Côte d'Ivoire (UDCY) ;
- UDPCI Ird ;
- Upr-Picd ;
- USD ;
- Copci ;
- Dignité ;
- Fesaci ;
- Synares ;
- l'Alliance des jeunes patriotes pour le sursaut national ;
- l'Association des ivoiriens du nord pour la paix ;
- le Collectif de la société civile ;
- Conareci ;
- la Coordination des femmes patriotes et de la société civile ;
- Deux millions de filles pour Gbagbo ;
- la Fédération des agoras et parlements de Côte d'Ivoire ;
- l'Union des patriotes pour la libération totale de la Côte d'Ivoire ;
- Mouvement pour la bonne gouvernance (MPBG).

## Personnalités signataires de la charte du CNRD
- Fernand Taha Gouya (Conférence des partis politiques non représentés dans les institutions de la République)
- Alfred Ndoumi M'Bra (Collectif des partis politiques pour la mouvance présidentielle)
- Anoi Castro (Fédération des jeunes Houphouétistes pour la République)
- Pascal Affi N'Guessan (Front populaire ivoirien)
- Diabaté Bêh (Grand Nord pour Gbagbo)
- Kabran Appiah (Mnc alternative)
- Maurice Séri Gnoléba (Mdir)
- Nicolas Dioulo (Nouvelle alliance)
- Martine Djibo (Purci)
- Tanoh Brou Antoine (Ramehr)
- Laurent Dona Fologo (Rpp)
- Théodore Mel Eg (Udcy)
- Eric Kahe (Udpci ird)
- Roger Gnohité (Upr-Picd)
- Gouda Gnaoré (Usd)
- Alfred Guéméné (Copci)
- Mahan Gahié (Dignité)
- Félix Krah (Fesaci)
- Léon Glin (Synares)
- Charles Blé Goudé (Alliance des jeunes patriotes pour le sursaut national)
- Moussa Coulibaly Zié (Association des ivoiriens du nord pour la paix)
- Nyamien Messou (Collectif de la société civile)
- Koffi Serges (Conareci)
- Boubakar Sidibé (MPBG)
- Geneviève Bro Grébet (Coordination des femmes patriotes et de la société civile)
- Henriette Lagou Adjoua (Deux millions de filles pour Gbagbo)
- Idriss Ouattara (Fédération des agoras et parlements)
- Eugène Djué (Union des patriotes pour la libération totale de la Côte d'Ivoire)